# تقاطع

تقاطع (قرمز) دو دیسک (سفید و قرمز با مرزهای سیاه).

یک دایره (سیاه) خط (بنفش) را در دو نقطه (قرمز) قطع می‌کند. دیسک (زرد) خط را در پاره‌خط بین دو نقطه قرمز قطع می‌کند.

در ریاضیات، تقاطع (انگلیسی: Intersection) دو یا چند شیء، عبارت از شی دیگری است که شامل هر چیزی است که در همه اشیاء به‌طور همزمان وجود دارد. برای مثال در هندسه اقلیدسی، زمانی که دو خط در یک صفحه موازی نیستند، تقاطع آنها نقطه‌ای است که در آن به هم می‌رسند. به‌طور کلی‌تر، در نظریه مجموعه‌ها، تقاطع مجموعه‌ها به عنوان مجموعه عناصری تعریف می‌شود که به همه آنها تعلق دارد.
تقاطع یکی از مفاهیم اساسی هندسه است. یک تقاطع می‌تواند شکل‌های هندسی مختلفی داشته باشد، ولی یک نقطه رایج‌ترین شکل در هندسه اقلیدسی است. هندسه وقوع یک تقاطع (معمولاً تخت) را به عنوان یک شی با ابعاد پایین‌تر تعریف می‌کند که به هر یک از اشیاء اصلی برخورد می‌کند. در این رویکرد گاهی یک تقاطع می‌تواند تعریف‌نشده باشد، مانند خط‌های موازی. در هر دو مورد، مفهوم تقاطع بر عطف منطقی متکی است. هندسه جبری تقاطع‌ها را به روش خود با نظریه تقاطع تعریف می‌کند.